# La Vall d’Uixó
La Vall d’Uixó település Spanyolországban, Castellón tartományban. La Vall d’Uixó Almenara, Artana, Alfondeguilla, La Llosa, Moncofa, Nules, Sagunt és Chilches községekkel határos. Lakosainak száma 31 884 fő (2024).

## Népesség
A település népessége az elmúlt években az alábbi módon változott:
| Lakosok száma | 29 404 | 30 610 | 31 553 | 32 924 | 32 864 | 31 828 | 31 819 | 31 660 | 31 549 | 31 884 |
|               | 2001   | 2004   | 2006   | 2009   | 2011   | 2014   | 2016   | 2019   | 2021   | 2024   |